# Приключения и фантастика
«Приключения и фантастика» («ПиФ») — советский, затем — российский журнал, альманах приключений, фантастики, детективов, комиксов. Издавался в Свердловске (Екатеринбурге).
Один из первых журналов в стране, начавший публиковать в большом объёме фантастику (в том числе, переводную). Было два периода активного существования журнала: 1989—1992 и 1996—1997 годы.

## Первый период (1989-92)
Издавался кооперативом «Свиток» при Средне-Уральском книжном издательстве и журнале «Уральский следопыт». Начиная с № 12 из выходных данным исчезает упоминание об издательстве, а с № 19 — и об «Уральском следопыте». Вплоть до последнего выпуска (№ 24) журнал позиционируется редакцией как «сб. остросюжетных рассказов». Ответственным за выпуск указан главный редактор «Уральского следопыта» Станислав Мешавкин. Начиная с № 21 главным редактором указан Михаил Пудовкин.
Выходил практически ежемесячно. № 23 не был издан.
Формат А4; 32 страницы, включая обложку; 1 и 32 страницы — в две краски; бумага газетная; тираж возрастал от 80 тысяч (№ 1 и № 2) до 160 тысяч (№ 14), потом падал до 50 (№ 18) и даже до 35 (№ 24) тысяч экземпляров. В № 20 тираж не указан.
Основные авторы периода:
- Ли Брэкет
- Гарри Гаррисон
- Александр Громов
- Борис Зеленский
- Майкл Коуни
- Агата Кристи
- Борис Крылов
- Урсула Ле Гуин
- Евгений Наумов
- Леонид Резник
- Анджей Сапковский
- Роберт Шекли

## Второй период (1996-97)
Выпуск возобновило издательство «Путиведъ». Вдохновителями журнала стали участники первой редакции Игорь Кузовлев и Игорь Халымбаджа. Также в новой редакции работали Сергей Казанцев и Евгений Пермяков.
Было издано только три выпуска: «Сентябрь 1996», «Октябрь 1996» и в конце 1997 года — под специфическим кодом «Информационный бюллетень „ПУТИВЕДЪ“ № 3».
Формат А4; 48 страниц (в первых двух номерах — исключая обложку); первая и последняя страницы полноцветные (в последнем номере лишь на первую страницу добавили красную краску); бумага типографская № 2; тираж 5 тысяч экземпляров (в последнем номере не указан). Третий выпуск вышел как «Новый ПиФ» под номером 1.
Основные авторы периода:
- Кир Булычёв
- Юлий Буркин
- Алексей Калугин
- Ольга Кавеева
- Виктор Мясников
- Наталья Резанова
- Леонид Смирнов
- Андрей Щупов
- Валерий Брусков